# Мухаммед аль-Мутаваккіль
Мухаммед аль-Мутаваккіль бін Ях'я (араб. المتوكل محمد بن يحيى; помер 11 грудня 1849) — імам Ємену, онук імама Алі I аль-Мансура.